# Бажинцы
Бажинцы — деревня в Слободском районе Кировской области в составе Ленинского сельского поселения.

## География
Примыкает с запада к поселку Вахруши.

## История
Известна с 1671 года как починок Васильевский с 2 дворами. В 1746 в ней отмечен 41 житель. В 1873 году в деревне (тогда Васильевская или Бижинцы, позже Бажинцы) 16 дворов и 94 жителя, в 1905 18 и 104, в 1926 33 и  142, в 1950 28 и 102. В 1989 оставалось 85 постоянных жителей. Настоящее название закрепилось с 1978 года. 

## Население
Постоянное население  составляло 79 человек (русские 96%) в 2002 году, 78 в 2010.